# Micro-don
Ne doit pas être confondu avec MicroDON.
Pour les articles homonymes, voir Microdon et Don.
Un micro-don est un don de très faible montant. Il peut représenter ne serait-ce que quelques centimes, le but étant de viser un maximum de nouveaux donateurs et de récolter, sur le cumul, des sommes importantes.

## Définition
Les micro-dons, additionnés les uns aux autres, représentent une possibilité de financement de plusieurs millions d'euros pour les projets associatifs d'intérêt général ou d'utilité publique[réf. souhaitée].

## Exemples
En France, le concept des baguettes ou des cafés suspendus permet que ces produits soient payés par un client et mis en attente pour que des personnes dans le besoin viennent les récupérer. Microdon est une entreprise qui propose aux clients de magasins d'effectuer des micro-dons au profit d'associations, notamment par un message sur le terminal de paiement. Des solutions similaires sont proposées par HeoH.
L'arrondi sur salaire est une pratique courante au Royaume-Uni, née en 1987. Les arrondis sur salaire permettent de récolter 200 millions d'euros chaque année. Le Payroll Giving (en) permet aux salariés de soutenir les actions d'associations de leur choix, en réalisant des micro-dons chaque mois sur leur net à payer. L'employeur, en s'associant à l'opération, double le montant du don. Environ 900 000 employés anglais effectuent des dons via leur bulletin de paie.
Aux États-Unis, les dons à la caisse des supermarchés permettent de récolter près 400 millions de dollars par an.
Au Mexique et en Argentine, effectuer un micro-don lors du passage à la caisse d'un supermarché est une pratique courante, appelée « el redondeo ». Au Mexique, cela permet de récolter chaque année 6 millions d’euros.
En Allemagne, la possibilité d'effectuer un micro-don lors du passage à la caisse existe dans 15 enseignes et 12 000 points de vente. Chaque année, plus d'un million d'euros sont collectés de cette manière.
En Colombie, il est possible d'effectuer un don au moment de retirer de l'argent depuis certains distributeurs automatiques. Au moment de confirmer le montant du retrait, un message s'affiche sur l'écran du distributeur, proposant au client d'ajouter une certaine somme qui sera au profit d'une organisation caritative.